# Neomelicharia consociata
Neomelicharia consociata är en insektsart som först beskrevs av Walker 1862.  Neomelicharia consociata ingår i släktet Neomelicharia och familjen Flatidae. Inga underarter finns listade i Catalogue of Life.